# Ptychoglene pomponia
Ptychoglene pomponia är en fjärilsart som beskrevs av Druce 1889. Ptychoglene pomponia ingår i släktet Ptychoglene och familjen björnspinnare. Inga underarter finns listade.